# Ấm tử sa

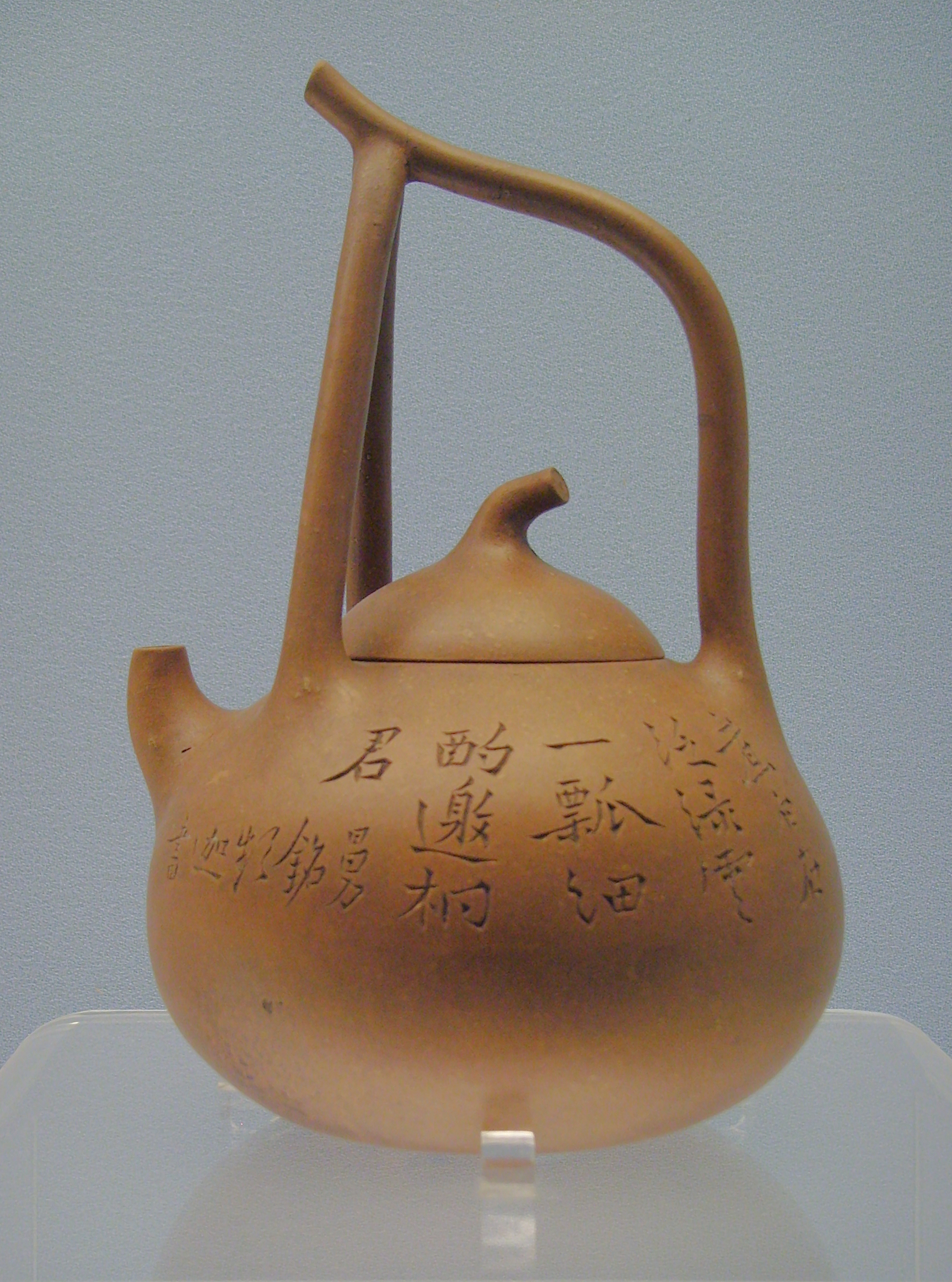
Đồ gốm Nghi Hưng khoảng 1900 (Bảo tàng Thượng Hải)

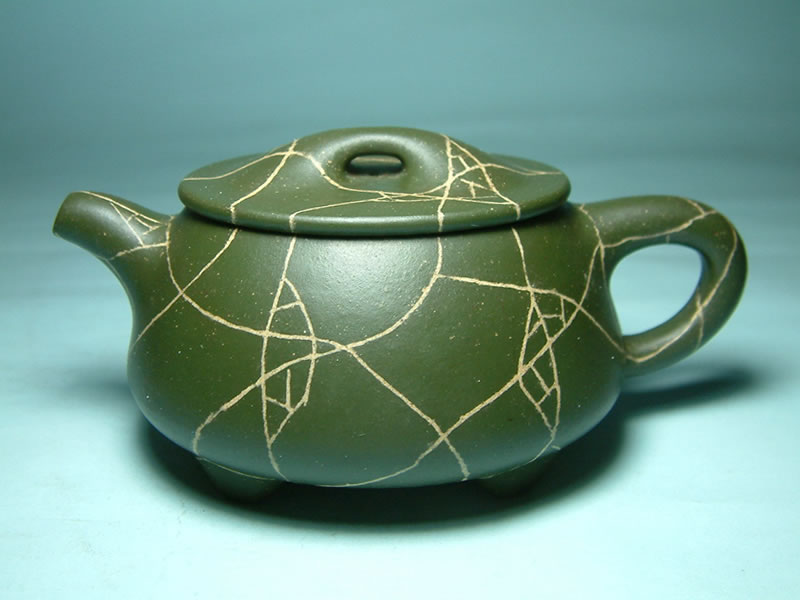
Ấm Tử Sa (dáng Thạch Biều) (đất Lục Nê)

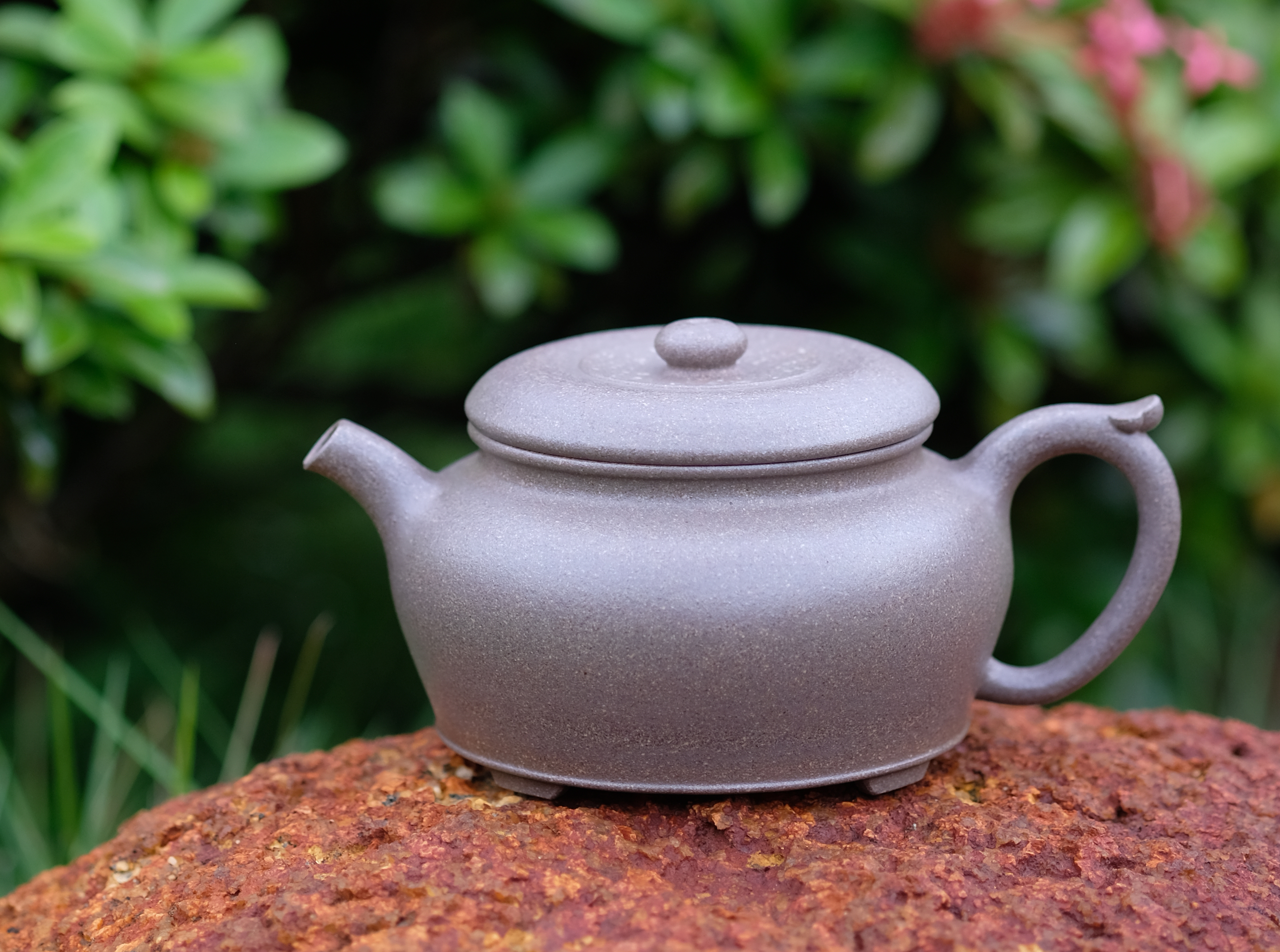
Ấm Tử Sa (dáng Bằng Lan) (đất đoạn nê)

Ấm đất sét Nghi Hưng (giản thể: 宜兴; phồn thể: 宜興; bính âm: Yíxīng; Wade–Giles: I-Hsing), còn được gọi là ấm tử sa (phồn thể 紫砂壺) dùng chỉ dòng ấm gốm, cụ thể là ấm pha trà được làm từ đất sét tím Nghi Hưng. Phong cách truyền thống thường được sử dụng để pha trà này có nguồn gốc từ Trung Quốc, có từ thế kỷ 15 và được làm từ đất sét sản xuất gần Nghi Hưng ở tỉnh Giang Tô, miền đông Trung Quốc.

## Lịch sử
Các cuộc khai quật khảo cổ cho thấy từ đầu thời Nhà Tống (thế kỷ X) đã có những bình gốm pha trà được làm từ loại đất sét nguồn gốc cát tím/tử sa (紫砂) hay sét tím/tử nê (紫泥). Theo ghi chép trong cuốn Dương tiện mính hồ hệ (陽羨茗壺系) của học giả triều Minh Chu Cao Khởi (周高起), thời hoàng đế Chính Đức, có một nhà sư ở đền Kim Sa, Nghi Hưng đã nặn những bình trà từ đất sét địa phương, chúng được học giới đương thời ưa thích và danh tiếng bình gốm tử sa bắt đầu được biết đến.

### Thế kỷ 20
Ấm trà Nghi Hưng thực sự được làm ở Đinh Sơn (丁山, Dingshan) gần đó, còn được gọi là Dingshu, ở phía tây Thái Hồ. Hàng trăm cửa hàng bán ấm trà nằm dọc các con phố đông đúc của thị trấn này và đây là địa điểm du lịch nổi tiếng của nhiều người Trung Quốc. Trong khi Dīngshān là nơi có hàng chục nhà máy sản xuất gốm sứ, thì Nhà máy Tử sa Nghi Hưng số 1, mở cửa vào năm 1958, xử lý một phần lớn đất sét được sử dụng trong khu vực, sản xuất đồ gốm tốt và có một phòng trưng bày thương mại lớn. Ngoài những chiếc ấm được biết đến nhiều hơn, những vật nuôi bằng trà, lọ đựng dầu và ngũ cốc, lọ hoa, tượng nhỏ, gạch tráng men, bàn, đá cảnh và thậm chí cả thùng rác trang trí đều được sản xuất trong cộng đồng này.

### Phân loại
Đất Tử Sa hiện nay được chia thành bốn nhóm chính: Tử Nê, Hồng Nê, Lục Nê và Đoạn Nê.
- Nhóm Tử Nê gồm các loại đất sau khi nung có màu nâu, tím hoặc tương tự. Một số dòng đất tiêu biểu trong nhóm này là: Tử Nê, Thiên Thanh Nê, Đế Tào Thanh, Thanh Thủy Nê,...
- Nhóm Hồng Nê bao gồm các loại đất có màu đỏ, nâu đỏ hoặc gần giống vậy sau khi nung. Các loại đất đáng chú ý trong nhóm này gồm: Hồng Nê, Chu Nê, Đại Hồng Bào, Hồng Bì Long,...
- Nhóm Lục Nê đặc trưng bởi màu xanh xám nhạt khi chưa nung, sau khi nung sẽ chuyển thành màu vàng hoặc vàng xanh nhẹ.
- Nhóm Đoạn Nê là sự pha trộn tự nhiên của nhiều loại đất khác nhau. Trong quá trình khai thác, có những khu vực đất không thể tách biệt do hạt đất quá nhỏ, không thể xử lý riêng. Vì vậy, người ta thường nghiền chung những loại đất này, tạo thành Đoạn Nê. Khi nung, Đoạn Nê có thể mang nhiều màu sắc khác nhau như vàng, xám, nâu, đỏ,... và được gọi bằng nhiều tên riêng biệt.

## Sử dụng để uống trà

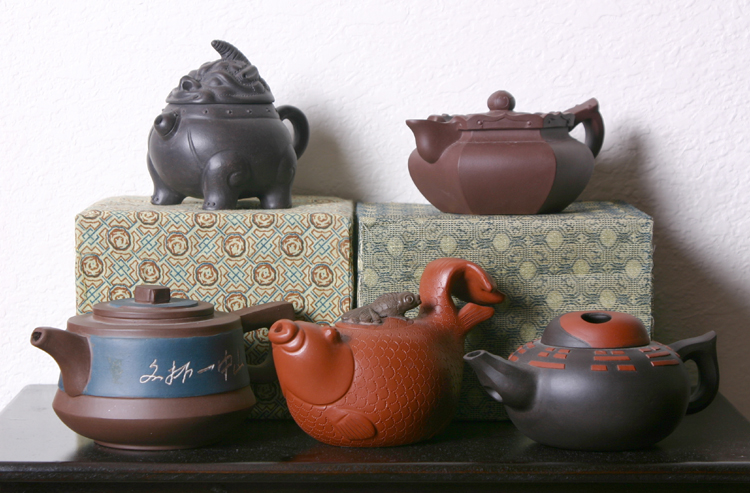
Năm ấm trà Nghi Hưng, theo các phong cách từ trang trọng đến độc đáo.

Ấm pha trà Nghi Hưng dùng để pha trà Phổ Nhĩ, trà đen và trà ô long. Chúng cũng có thể được sử dụng cho các loại trà xanh hoặc trà trắng, tuy nhiên, đặc tính giữ nhiệt của đất sét Nghi Hưng làm cho quá trình ủ vô cùng khó khăn; và trong những trường hợp như vậy, nước phải được làm nóng không lớn hơn 85 °C (185 °F), trước khi rót vào ấm trà. Một đặc tính nổi tiếng của ấm Nghi Hưng là khả năng hấp thụ một lượng vi lượng của hương vị trà đã pha và khoáng chất vào ấm trà sau mỗi lần pha. Theo thời gian, những hương vị này tích tụ lại để tạo cho mỗi ấm trà Nghi Hưng có một lớp phủ bên trong độc đáo của riêng nó, tạo hương vị và màu sắc cho các loại nước trà pha trong tương lai. Vì lý do này mà xà phòng không được khuyến khích để làm sạch ấm trà loại này mà thay vào đó là dùng nước cất và làm khô bằng không khí. Nhiều người sành trà sẽ chỉ uống một loại trà trên một ấm trà Nghi Hưng cụ thể, để việc pha cùng một loại trà trong tương lai sẽ làm nâng cao hương vị một cách tối ưu. Ngược lại, pha nhiều loại trà khác nhau trong một bình trà Nghi Hưng có khả năng tạo ra một lớp phủ có mùi vị hỗn hợp làm vẩn đục hương vị của các loại trà được pha trong tương lai.
Ấm trà Nghi Hưng nhỏ hơn các loại ấm phương Tây vì trà thường được pha bằng cách pha theo kiểu công phu: thời gian ngâm ngắn hơn với lượng nước nhỏ hơn và tách trà nhỏ hơn (so với cách pha theo kiểu phương Tây). Theo truyền thống, trà từ ấm trà được rót vào một bình nhỏ, từ đó nó được rót vào một tách trà có chứa khoảng 30 ml chất lỏng hoặc ít hơn, cho phép trà được uống nhanh chóng và nhiều lần trước khi nguội, hoặc được rót vào vài tách trà cho khách.